# Marcelo Morales
Marcelo Pepo Morales (San Isidro, Provincia de Buenos Aires, Argentina, 9 de octubre de 1966) es un exfutbolista argentino nacionalizado ecuatoriano que jugaba de volante mixto.

## Trayectoria
El Pepo Morales debutó en Primera División en 1987 con su primer club, Temperley, pero ese año el club descendió de categoría. Luego pasó a Independiente donde estuvo tres años, en los que de la mano de Jorge Solari, fue una excelente opción de recambio por la banda derecha. También pasó por el fútbol japonés por algunos meses.
En 1993 lo ficha el Emelec de Ecuador. Ahí quedó bicampeón del fútbol ecuatoriano y fue figura. Volvió a su país para jugar en el Deportivo Español medio año. En 1995 pasó al otro equipo de Guayaquil, el Barcelona. Con ese equipo queda vicecampeón de la Copa Libertadores 1998, y campeón de Ecuador en dos oportunidades. Es considerado como uno de los mejores extranjeros que ha llegado al fútbol ecuatoriano en los últimos años.
Luego vuelve al fútbol argentino, y viste las camisetas de Ferro Carril Oeste, Arsenal de Sarandí y Club Atlético Tigre.
En el 2004, volvió al fútbol ecuatoriano, esta vez Audaz Octubrino de la Serie B, y ahí se retiró del fútbol.

## Clubes
| Club               | País      | Año       |
| ------------------ | --------- | --------- |
| Temperley          | Argentina | 1987-1988 |
| Independiente      | Argentina | 1989-1992 |
| Urawa Red Diamonds | Japón     | 1993      |
| Emelec             | Ecuador   | 1993-1994 |
| Deportivo Español  | Argentina | 1994      |
| Barcelona          | Ecuador   | 1995-1999 |
| Ferro Carril Oeste | Argentina | 1999      |
| Arsenal            | Argentina | 2000      |
| Tigre              | Argentina | 2002-2003 |
| Audaz Octubrino    | Ecuador   | 2004      |

## Palmarés

### Campeonatos nacionales
| Título             | Club      | País    | Año  |
| ------------------ | --------- | ------- | ---- |
| Serie A de Ecuador | Emelec    | Ecuador | 1993 |
| Serie A de Ecuador | Emelec    | Ecuador | 1994 |
| Serie A de Ecuador | Barcelona | Ecuador | 1995 |
| Serie A de Ecuador | Barcelona | Ecuador | 1997 |

Otros logros:
| Título                             | Club      | País    | Año  |
| ---------------------------------- | --------- | ------- | ---- |
| Subcampeón de la Copa Libertadores | Barcelona | Ecuador | 1998 |

- Datos: Q795143